# 帕克斯-麥克萊倫演算法
帕克斯-麥克萊倫演算法（英語：Parks–McClellan algorithm,又稱為Remez-exchange algorithm、Mini-max algorithm)，為一個用以設計最佳化有限脈衝響應濾波器（finite impulse response filter）的疊代演算法，由James McClellan和Thomas Parks於1972年的著作中提出。
此演算法的主要精神，在於利用疊代的方式最小化濾波器在通帶（pass band）和止帶（stop band）的最大誤差，因此有時也稱為最小化最大誤差演算法（Mini-max filter design）。由於帕克斯-麥克萊倫演算法也屬於Remez-exchange algorithm為了設計有限脈衝響應濾波器而產生的一種變形，因此也有人以Remez-exchange algorithm代稱。

## 有限脈衝響應濾波器設計
有限脈衝響應濾波器（finite impulse response filter）利用有限的點數來表示濾波器的脈衝響應，對於N點有限脈衝響應濾波器
{\displaystyle h[n]=0,\;for\;n<0\;and\;n\geq N,\;N\,is\,a\,finite\;number}
有限脈衝響應濾波器的優點在於脈衝響應是有限的，使得設計上較為簡單。然而如何在有限的點數下，設計出效果最近似於理想目標的濾波器，則是帕克斯-麥克萊倫演算法所欲解決的問題。
對於濾波器設計，帕克斯-麥克萊倫演算法的精神在於最小化最大誤差。在忽略通帶與止帶之間轉換帶(transition band)的情況下，最小化通帶與止帶的最大誤差：{\displaystyle {\underset {f}{\operatorname {Max} }}\left|H(f)-H_{d}(f)\right|}
其中{\displaystyle H(f)=\sum _{n=-\infty }^{\infty }h[n]e^{-j2\pi fn}}為設計濾波器的頻率響應，{\displaystyle H_{d}(f)}則為理想目標濾波器的頻率響應。
在數位濾波器設計中，常常會將信號的頻率做取樣，使得頻譜具有週期性。設計者即可針對一個週期去做計算就好,減少計算量。所以前兩行的最大誤差可寫成：
{\displaystyle {\underset {F}{\operatorname {Max} }}\left|H(F)-H_{d}(F)\right|}
其中{\displaystyle F}為正規化頻率(normalized frequency)：{\displaystyle F={\frac {f}{f_{s}}}}
濾波器設計時，可利用weighting function將較重要的頻帶比重放大。如此一來，在利用帕克斯-麥克萊倫演算法設計濾波器時，則會較重視比重較大頻帶的誤差。
若在加入weighting function情況下，可將帕克斯-麥克萊倫演算法一般化。此時的最大誤差則可表示為：{\displaystyle {\underset {f}{\operatorname {Max} }}\left|W(f)\left[H(f)-H_{d}(f)\right]\right|}
另外在數學上，此種將向量取絕對值並找出某個最大的元素的算法，稱為取{\displaystyle L_{\infty }}範數。若能將{\displaystyle H(F)-H_{d}(F)}離散化寫成矩陣的形式，就可以用此方法快速找出最大誤差。

## 帕克斯-麥克萊倫演算法
下面的文章將說明如何以該演算法設計最佳化濾波器，假設
- 濾波器長度為N，且N為奇數可表示成{\displaystyle N=2k+1}
- 目標濾波器的頻率響應{\displaystyle H_{d}(F)}為偶函數
- {\displaystyle W(F)}用以表示所指定的權重函數(weighting function)。功用是將特定頻段(通常是通帶內)的誤差調得更小，重視某頻段的最佳化。

此演算法共分為6個步驟：
1. 設定極值點起始值
在範圍{\displaystyle 0\leq F\leq 0.5}的範圍內，任意選擇{\displaystyle k+2}點頻率{\displaystyle F_{0},\;F_{1},\;F_{2},\;\ldots ,\;F_{k+1}}作為極值點(extreme frequency)的起始值。
將此時的最大誤差{\displaystyle E_{1}}設為{\displaystyle \infty }，但所選擇的{\displaystyle k+2}點起始值不能落在轉換頻帶(transition band)，也不能將所有的起始值設在止帶(stop band)上。
極端頻率為最後完成設計的濾波器頻率響應中，會出現最大誤差的頻率。一開始所給定的起始值是隨機的，會在此演算法之後的步驟中逐漸收斂。
此時，令在各點極端頻率的誤差為{\displaystyle \left[H(F_{m})-H_{d}(F_{m})\right]W(F_{m})=(-1)^{m+1}e,\;where\;m=0,1,2\ldots ,k+1}。  其中e為設計濾波器響應式與理想濾波器響應式在相對應頻率點的誤差值。
2. 計算目前的頻率響應 
為了方便演算法運算之後的進行，我們可稍微整理誤差的表示方式。若令
{\displaystyle r[n]=h[n+k],\;k=(N-1)/2}。此{\displaystyle r[n]}是設計的濾波器響應{\displaystyle h[n]}的平移。{\displaystyle r[0]}為{\displaystyle h[n]}的正中央項 ( 舉例：{\displaystyle r[0]=h[k],r[1]=h[k+1]} )。
{\displaystyle s[0]=r[0],\ \ s[n]=2r[n],\;for\;0<n\leq k} 。因為{\displaystyle H_{d}(F)}為偶函數，所以{\displaystyle r[n]}也是偶函數，則再設計{\displaystyle s[n]}，計算{\displaystyle r[n]}的一半範圍就好。
如此一來，可將在第1步驟中所得到的誤差式表示為：
{\displaystyle \left[R(F_{m})-H_{d}(F_{m})\right]W(F_{m})=(-1)^{m+1}e,\;where\;m=0,1,2\ldots ,k+1}
其中，
{\displaystyle R(F)=\sum _{n=0}^{k}s[n]\cos(2\pi nF)=e^{j2\pi Fk}H(F)}  (由於使用{\displaystyle s[n]},計算項次從0到k)
經過整理之後可得
{\displaystyle \sum _{n=0}^{k}s[n]\cos(2\pi F_{m}n)+(-1)^{m}W^{-1}(F_{m})e=H_{d}(F_{m})}
上述的誤差關係式，可表示為矩陣形式{\displaystyle Ax=H}
{\displaystyle {\begin{bmatrix}1&\cos(2\pi F_{0})&\cos(4\pi F_{0})&\cdots &\cos(2\pi kF_{0})&1/W(F_{0})\\1&\cos(2\pi F_{1})&\cos(4\pi F_{1})&\cdots &\cos(2\pi kF_{1})&-1/W(F_{1})\\\vdots &\vdots &\vdots &\ddots &\vdots &\vdots \\1&\cos(2\pi F_{k})&\cos(4\pi F_{k})&\cdots &\cos(2\pi kF_{k})&(-1)^{k}/W(F_{k})\\1&\cos(2\pi F_{k+1})&\cos(4\pi F_{k+1})&\cdots &\cos(2\pi kF_{k+1})&(-1)^{k+1}/W(F_{k+1})\\\end{bmatrix}}{\begin{bmatrix}s[0]\\s[1]\\\vdots \\s[k]\\e\end{bmatrix}}={\begin{bmatrix}H_{d}[F_{0}]\\H_{d}[F_{1}]\\\vdots \\H_{d}[F_{k}]\\H_{d}[F_{k+1}]\end{bmatrix}}}
因此，我們可由{\displaystyle x=A^{-1}H}計算{\displaystyle s[0],s[1],\ldots ,s[k]}
3. 計算誤差函數 
計算誤差函數{\displaystyle err(F),\;for0\leq F\leq 0.5\;,F\notin transition\;band}
{\displaystyle err(F)=\left[R(F)-H_{d}(F)\right]W(F)=\left\{\sum _{n=0}^{k}s[n]\cos(2\pi Fn)-H_{d}(F)\right\}W(F)}
4. 尋找極值點
從{\displaystyle err(F)}中，找k+2個區域極大或極小值，將區域極大或極小值出現的頻率標示為{\displaystyle P_{0},P_{1},\ldots ,P_{k},P_{k+1}}
區域極大或極小值的判斷規則：
  - 不是在邊界處的區域高峰(peaks)或低谷(dips)。在此，邊界區域即為{\displaystyle F=0,F=0.5}以及頻率轉換帶的兩邊。
  - 對於在邊界區域的頻率點，可用下列的標準判斷是否為區域極大或極小：{\displaystyle Sign(eff(F_{d}))}及{\displaystyle Sign(err'(F_{d}))}為同相時，右邊界是極值點；反相時，左邊界是極值點；其他情況非極值點。

若找到多於{\displaystyle k+2}個極值點，選擇極值點的優先順位為：
  1. 優先選擇不在邊界的極值點。
  2. 其次選在邊界的極值點中，{\displaystyle \left|err(F)\right|}較大的，直到湊足{\displaystyle k+2}個極值點為止。
  3. 當邊界的極值點的{\displaystyle \left|err(F)\right|}一樣大時，優先選擇轉換頻帶兩旁的點。
5. 判斷誤差是否收斂 
計算誤差的最大值，令其為{\displaystyle E_{0}=Max(\left|err(F)\right|)}。
若{\displaystyle E_{0}}為現在的誤差最大值，{\displaystyle E_{1}}為前一輪計算的誤差最大值，則利用下列規則判斷演算法的下一步：
  1. 若{\displaystyle E_{1}-E_{0}>\Delta ,\;or\;E_{1}-E_{0}<0}，設定{\displaystyle F_{n}=P_{n}\;and\;E_{1}=E_{0}}，回到步驟2。
  2. 若{\displaystyle 0\leq E_{1}-E_{0}\leq \Delta }，進行步驟6。
6. 計算所設計濾波器的脈衝響應{\displaystyle \;h[n]}
由先前在步驟2中的關係式，我們可得
{\displaystyle h[k]=s[0],h[k+n]=s[n]/2,h[k-n]=s[n]/2,\;for\;n=1,2,3,\ldots ,k}
此{\displaystyle h[k]}即為我們所求的脈衝響應。

###### 權重函數W(F){\displaystyle W(F)}濾波器響應的影響
當權重函數在帶內設計為1，在帶外設計為小於1，會讓濾波器較重視通過帶通頻段的訊號。
當權重函數在帶外設計為1，在內設計為小於1，會讓濾波器具有較好的濾除雜訊的能力。

## 特徵
用此方法設計出來的濾波器，一定會滿足以下兩個情況：
1. 有k+2個以上的極值點(極大點與極小點)。
2. 在極點上，{\displaystyle W(F_{m})|R(F_{m})-H_{d}(F_{m})|}

###### 過渡頻段
過渡頻段(transition band)對設計濾波器的誤差也會有影響。將過渡頻段設計地窄一些，{\displaystyle R(F)}和{\displaystyle H_{d}}的誤差就會比較大；將過渡頻段設計地寬一些，{\displaystyle R(F)}和{\displaystyle H_{d}}的誤差就會比較小。再設計上可以適當的增加過渡頻段寬度，讓通帶和止帶地響應更趨近於理想值。
假設我們想要帶通段的漣波小於等於{\displaystyle \delta _{1}}，帶止段的漣波小於等於{\displaystyle \delta _{2}},過渡頻段小於{\displaystyle \Delta F} ({\displaystyle \Delta F={\frac {|f_{1}-f_{2}|}{f_{s}}}} {\displaystyle f_{1}}，{\displaystyle f_{2}}為過渡頻段的上、下界)。則要設計濾波器長度{\displaystyle N}為：
{\displaystyle N\geq {\frac {2}{3\Delta F}}\log _{10}({\frac {1}{\delta _{1}\delta _{2}}})}
移項可得：{\displaystyle \delta _{1}\delta _{2}=10^{{\frac {-3N\Delta F}{2}}-1}}
若要設計的頻段中有多的過渡頻段，則{\displaystyle \Delta F}取最小長度的過渡頻段帶入計算。
對於一固定長度的數位濾波器，再設計上可以犧牲一些頻段留給過渡頻段，將漣波縮小。但要注意不可將過渡頻段設計過長，因為過渡頻段是無法使用的。